# Amparo Fortuny
Amparo Soria Fortuny es una directora y productora española de películas y documentales.

## Biografía
Nacida en la ciudad de Valencia como Amparo Soria Fortuny. Estudió en el Instituto de Secundaria Lluís Vives de Valencia, más tarde guion cinematográfico en NIC y se graduó en el Escuela de Cinematografía y del Audiovisual de la Comunidad de Madrid (ECAM). Ha dirigido varios cortometrajes y un largometraje, "Estudiar en Primavera".
Compatibilizó durante años el trabajo en televisión con diferentes proyectos audiovisuales. Se estrenó en la dirección con el cortometraje "Quizá Broadway" (2008, estrenada en La Enana Marrón), al cual le siguen el videoclip "Come on Gym" estrenado en MTV en 2010 y codirige el falso documental "Mata" (2012). "Estudiar en primavera" (2014) fue su primer largometraje documental, se estrenó a la Cineteca de Matadero Madrid. Ha participado en varios festivales internacionales.

## Filmografía
- Quizá Broadway (2008)[4]
- Come on Gym (2010)[4]
- La Mata (2012)[4]
- Estudiar en primavera (2014)[4]